# Warner Bros. Discovery
Warner Bros. Discovery, Inc. (WBD) è una multinazionale statunitense operante nel settore dei media, con interesse nel settore cinematografico, televisivo, editoriale e nei media digitali. Il gruppo nasce dalla fusione di WarnerMedia, precedentemente parte del gruppo AT&T, e Discovery.
Il nome dell'azienda deriva dalla combinazione dei nomi della casa di produzione Warner Bros. e del canale televisivo a pagamento Discovery Channel da cui è scaturito l'omonimo gruppo tv.
In Italia si afferma come terzo polo televisivo nazionale (in chiaro) dopo Rai e Mediaset, grazie, in particolare, alla rete "ammiraglia" Nove.

## Contesto

### WarnerMedia

Logo di WarnerMedia utilizzato dal 2019 al 2022

Nel 1990, dalla fusione tra la Time Inc. (primo gruppo editoriale statunitense) e la Warner Communications, dopo che la prima ha acquisito la seconda, nasce Time Warner.
Nell'ottobre del 1996 la nuova compagnia acquista, da Ted Turner, la Turner Broadcasting System (una cui divisione è la CNN).
Nel gennaio 2001 l'AOL acquisisce Time Warner e diventa AOL Time Warner.
Dopo la fusione con l'AOL, tuttavia, i profitti della divisione Internet della società (AOL) diminuiscono, come cadono anche i valori di mercato di altre aziende Internet. Come risultato, il valore dell'AOL cala drasticamente. L'AOL Time Warner riporta una perdita di 99 miliardi di dollari nel 2002 - in quel tempo la più grande perdita mai registrata da una società.
Per tutta risposta, dal giugno 2003 l'azienda riprende il vecchio nome antecedente la fusione con l'AOL, Time Warner.
L'allora presidente del consiglio di amministrazione, Steve Case, annuncia che non si sarebbe ricandidato per tale ruolo, per poi uscire dal consiglio il 31 ottobre 2005.
Date le perdite registrate a causa della fusione dei due colossi mediatici, il 28 maggio 2009 viene annunciata la scissione di AOL da Time Warner e la costituzione della nuova public company AOL, Inc., società divenuta operativa il 10 dicembre dello stesso anno.
Il 6 marzo 2013, Time Warner annuncia la cessione di Time Inc. Il 6 giugno 2014, Time Inc. diventa una società quotata in borsa. Time Warner continuerà ad operare sotto il nome attuale.
Il 13 giugno 2018, Time Warner completa la fusione da 85 miliardi di dollari con AT&T, in seguito ad un processo antitrust vinto contro l'amministrazione Trump, che aveva presentato ricorso per bloccarlo.
A seguito dell'acquisizione, la società viene rinominata WarnerMedia.

### Discovery Inc.
Discovery nasce nel 1985 negli Stati Uniti con il suo primo canale chiamato Discovery Channel.
Opera in tutto il mondo, offrendo più di 140 canali e raggiungendo più di 1,5 miliardi di persone in 210 paesi diversi, con canali disponibili in più di 40 lingue diverse.
Il 31 luglio 2017 la società annuncia l'acquisto di Scripps Networks Interactive per 14,6 miliardi di dollari.

## Storia

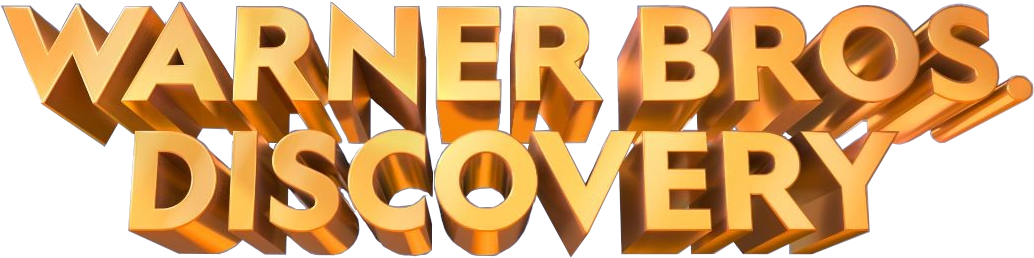
Logo prototipo usato prima della fusione

Il 17 maggio 2021, le aziende AT&T e Discovery annunciano il progetto di fusione tra quest'ultima e WarnerMedia.
Il 1º giugno 2021 viene svelato il nome della nuova società Warner Bros. Discovery con un logo prototipo.
Il 22 dicembre 2021 l'operazione viene approvata dalla Commissione Europea. In seguito, viene approvata dall'autorità di regolamentazione antitrust brasiliana Cade il 7 febbraio 2022, seguita dal Dipartimento di giustizia degli Stati Uniti il 9 dello stesso mese.
Nei primi giorni di marzo 2022, vari dirigenti di WarnerMedia annunciano il loro imminente addio alla società, tra di loro è presente Jason Kilar (ex CEO della società). L’8 aprile viene pubblicato il logo ufficiale della società e il relativo sito web. La fusione viene ufficialmente completata l'11, con l'inizio delle negoziazioni del titolo su Nasdaq.
La nuova società è guidata dall'ex CEO di Discovery, David Zaslav, e punta ad espandere i propri servizi di streaming, che include la fusione tra Discovery+ e HBO Max.

### Scissione
Il 9 giugno 2025, WBD annuncia l'intenzione di scindere l'azienda in due, Streaming & Studios e Global Networks. Streaming & Studios gestirà i vari studi (Warner Bros., New Line Cinema, DC Comics, DC Studios, Warner Bros. Television Studios, Warner Bros. Animation, Cartoon Network Studios e Hanna-Barbera Studios Europe), HBO e HBO Max mentre Global Networks si occuperà di tutti i canali lineari a livello globale, CNN, TNT Sports negli Stati Uniti e Discovery+.
A fine luglio dello stesso anno viene rivelati i nomi definitivi delle due nuove entità: Streaming & Studios si chiamerà Warner Bros. mentre Global Networks sarà Discovery Global. La separazione si dovrebbe concludere entro la metà del 2026 ed entrambe le aziende saranno quotate in borsa, con Discovery Global che deterrà un 20% di azioni in Warner Bros..

## Divisioni
Warner Bros. Discovery è composta da otto principali divisioni:
- Warner Bros. Pictures Group comprende le attività di intrattenimento cinematografico e teatrale della società, tra cui Warner Bros. Pictures, New Line Cinema, DC Films, Warner Bros. Animation e Castle Rock Entertainment. La divisione è guidata da Michael De Luca e Pamela Andy, ex dirigenti della Metro-Goldwyn-Mayer.
- Warner Bros. Television Group comprende la rete nazionale ed internazionale di società di produzione televisiva, tra cui Warner Bros. Television, insieme a Telepictures, Alloy Entertainment Warner Bros. Animation, Cartoon Network Studios, Warner Horizon Unscripted Television. È anche responsabile del 50% di All3Media e del 50% di The CW. La divisione è guidata da Channing Dungey.
- Home Box Office si concentra sull'omonima rete premium HBO e sul suo canale gemello Cinemax. Quest'unità è supervisionata da Casey Bloys, che è anche responsabile della supervisione di Magnolia Network, insieme alla programmazione sia per HBO che per Max.
- Warner Bros. Discovery US Networks Group comprende le reti premium degli Stati Uniti, tra cui Discovery Channel, Animal Planet, Science Channel, TBS, TNT, TLC, HGTV, Food Network, Turner Classic Movies, Cartoon Network, Boomerang, Cartoonito e il 50% di Motor Trend Group, che gestisce il canale Motor Trend. La divisione è guidata da Kathleen Finch.
- CNN Global è responsabile dell'omonimo canale all-news CNN, della rete sorella HLN e delle filiali internazionali della CNN, nonché del servizio di streaming CNN+. La divisione è supervisionata da Chris Licht.
- Warner Bros. Discovery Sports si concentra sulle attività sportive dell'azienda, tra cui Turner Sports e Regional Sports Networks negli Stati Uniti, nonché sui canali sportivi internazionali come Eurosport e Discovery Golf.
- Warner Bros. Discovery Global Streaming & Interactive Entertainment gestisce le piattaforme di streaming Max e Discovery+, la società produttrice di videogiochi Warner Bros. Games e la società Otter Media. La divisione è guidata da JB Perrette.
- Warner Bros. Discovery International si concentra sulle attività internazionali dei canali televisivi della Warner Bros. Discovery. La divisione, guidata da Gerhard Zeiler, è suddivisa in tre hub regionali: Asia-Pacifico, Europa, Medio Oriente e Africa (EMEA) e Americhe.

Ulteriori segmenti di attività includono le divisioni responsabili della distribuzione globale dei contenuti (che comprende Warner Bros. Worldwide Television Distribution e Warner Bros. Home Entertainment) e la società di fumetti DC Entertainment. Queste attività sono supervisionate da Bruce Campbell.

## Azienda

### Consiglio di amministrazione
- Samuel A. DiPiazza, Jr.
- Robert Bennett
- Li Haslett Chen
- Richard Fisher
- Paul Gould
- Debra L. Lee
- John Malone
- Fazal Merchant
- Steven Miron
- Steven Newhouse
- Paula Price
- Geoffrey Yang
- David Zaslav

### Dirigenti
- David Zaslav
- Casey Bloys
- Bruce Campbell
- Savalle Sims
- Channing Dungey
- Toby Emmerich
- Kathleen Finch
- Tom Ascheim
- Nancy Daniels
- Brett Weitz
- David Leavy
- Chris Licht
- Lori Locke
- JB Perrette
- David Haddad
- Adria Alpert Room
- Gunnar Wiedenfels
- Gerhard Zeiler
- Lenny Daniels
- Patrick Crumb